# Steven Prenau
Steven Lambert Prenau (Aalst-bij-Sint-Truiden, 2 september 1866 - Bilzen, 3 oktober 1929) was een Belgisch onderwijzer, Vlaams activist en lid van de Raad van Vlaanderen.

## Levensloop
De boerenzoon Prenau werd in 1885 onderwijzer in zijn dorp. Hij kreeg weldra bekendheid door zijn publicaties over pedagogie, taal en letterkunde, vooral ook door zijn verhandeling over het correcte Nederlands, die in 1903 door de Koninklijke Academie werd bekroond en gepubliceerd. Hij werd uitgenodigd om bestuursfuncties te vervullen in de Algemeene Belgische Onderwijzersbond. Hij behoorde er tot de kleine groep van Limburgse linkse vrijzinnigen.
Van 1910 tot 1917 was hij leraar Nederlands aan de normaalschool in Luik. Hij was in deze stad medestichter en bestuurder van een Vlaamsch Huis.
Tijdens de Eerste Wereldoorlog trad Prenau toe tot het activisme. Hij behoorde tot de Brusselse socialistisch-activistische groep Nieuw Vlaanderen en werd hoofdredacteur van De Vlam, het tijdschrift van de groep. In 1917, naar aanleiding van de bestuurlijke scheiding werd hij afdelingshoofd op het Vlaams 'ministerie' van wetenschappen en kunsten. In september 1917 trad hij toe tot de Raad van Vlaanderen, waar hij zich nogal geïsoleerd voelde, bij gebrek aan linkse geestesgenoten.
In november 1918 vluchtte hij naar Nederland, en werd in België veroordeeld. In 1927 keerde hij naar zijn geboortestreek terug, waar hij, zonder verdere deelname aan Vlaamse of andere acties, zijn laatste levensjaren sleet.

## Publicatie
- Verhandeling over het nut van de zuivere uitspraak der Nederlandsche taal, 1903.